# La Leçon (pièce de théâtre)
Pour les articles homonymes, voir La Leçon.
La leçon, drame comique est une pièce de théâtre en un acte d'Eugène Ionesco fondée sur l'absurdité.

## Écriture et création
La pièce a été écrite en juin 1950 et sa première représentation a eu lieu le 20 février 1951 au Théâtre de Poche-Montparnasse, dirigé alors par France Guy, dans une mise en scène de Marcel Cuvelier. Depuis 1957, la pièce est représentée tous les jours sauf le lundi, après La Cantatrice chauve) au Théâtre de la Huchette, à Paris.[réf. souhaitée]

## Argument

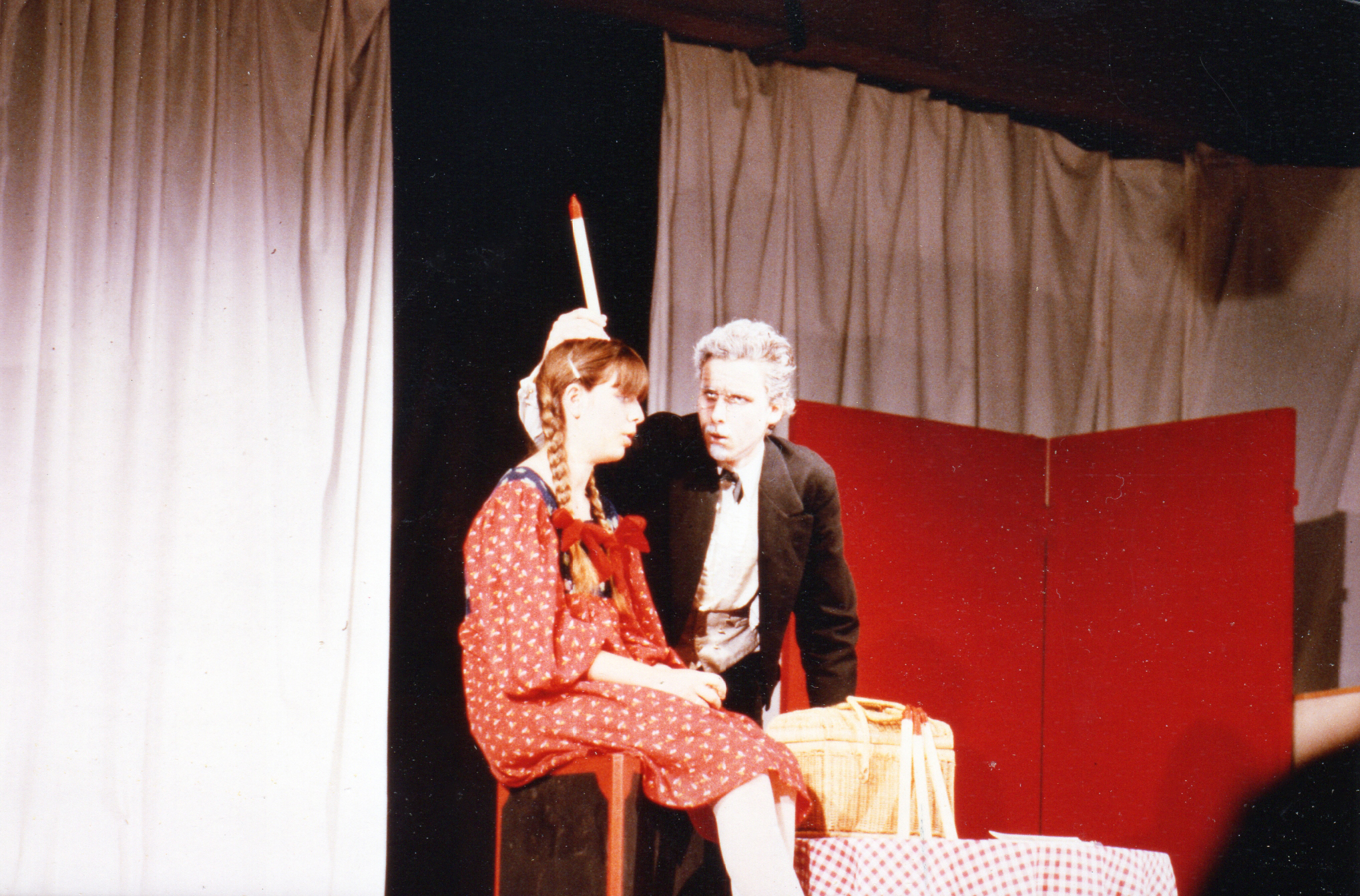
La Leçon, Artus 1980, avec Nathalie Diskus et Philippe Lebeau.

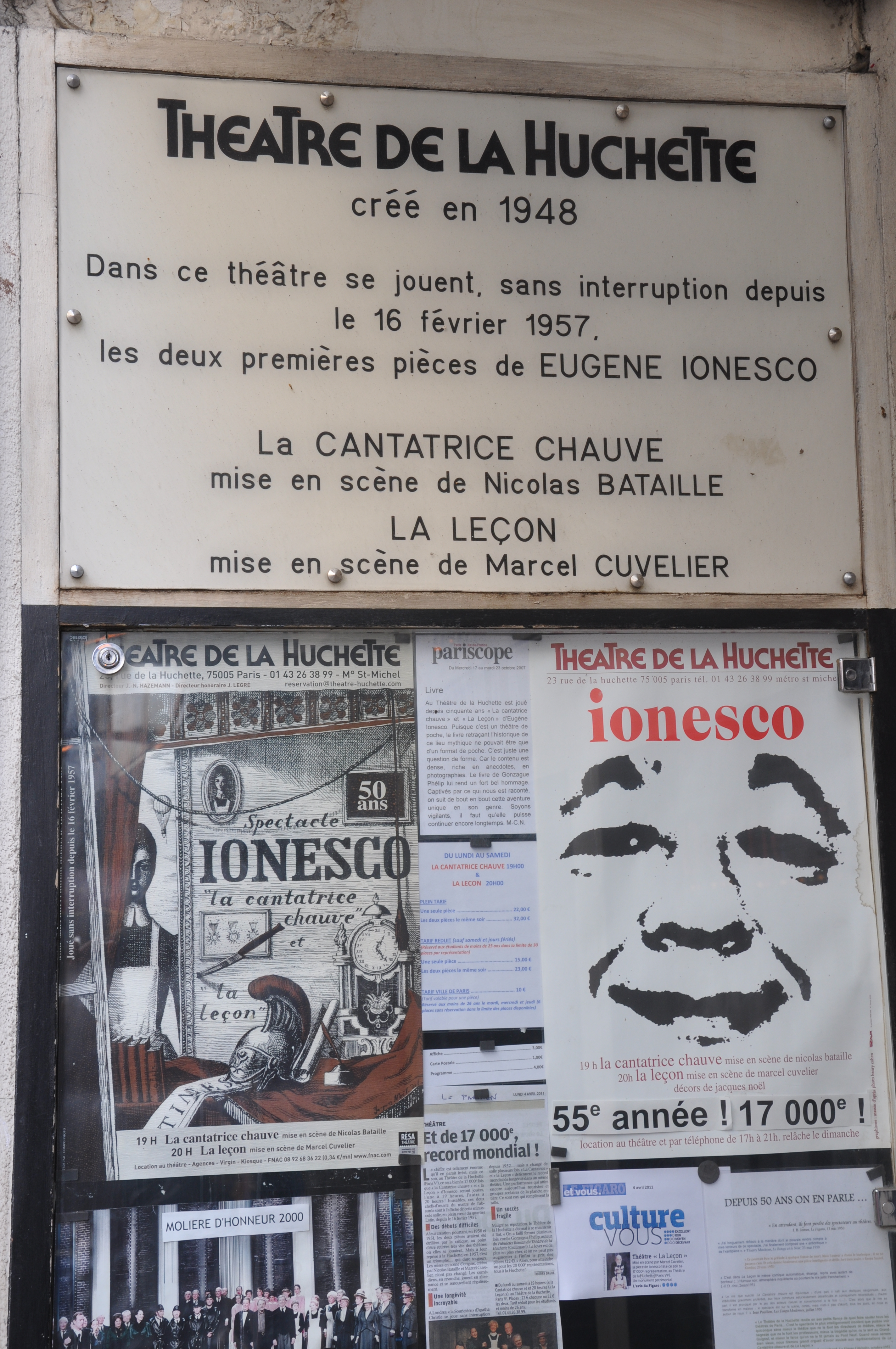
Au Théâtre de la Huchette : Dans ce théâtre se jouent, sans interruption depuis le 16 février 1957, les deux premières pièces de Eugène Ionesco. La Cantatrice chauve, mise en scène de Nicolas Bataille, et La Leçon, mise en scène de Marcel Cuvelier.

L'intrigue se déroule dans un lieu unique: l'atelier-salle à manger d'un vieux professeur. Une jeune fille de 18 ans frappe à la porte et est accueillie par la bonne (Marie) : il s'agit de la nouvelle étudiante, venue pour sa première leçon avec le professeur. Ionesco précise qu'au cours de la pièce se produira une inversion entre les attitudes respectives du professeur et de l'étudiante : le premier passera de la timidité à la colère et l'agitation (allant de pair avec un regard de plus en plus lubrique), la deuxième passera de l'assurance à la passivité et la transe. La bonne Marie interviendra deux fois dans la pièce pour avertir le professeur qu'il sera entrainé vers "le pire". 
Le professeur commence par tester les connaissances de son élève, qu'il trouve particulièrement brillante pour avoir répondu correctement à sa question "Quel est le chef-lieu de la France ?". Elle a l'intention de passer le doctorat total trois semaines plus tard. 
La première partie de la leçon porte sur l'arithmétique : le professeur tente tant bien que mal d'expliquer le principe de la soustraction à l'élève, qui ne parvient pas à comprendre. Il s'énerve de plus en plus, tandis que l'élève commence à se plaindre d'un mal de dents. 
La deuxième partie de la leçon porte sur la philologie comparée : le professeur tente d'expliquer la différence entre différentes langues (dont l'inventé "néo-espagnol"), qui répondent dans la pièce à un principe absurde: elles sont toutes identiques. Par exemple: "Les roses de ma grand-mère sont aussi jaunes que mon grand-père qui était Asiatique" est identique dans toutes ces langues, bien que le professeur y voie des différences. L'élève ne comprend pas tout ce qu'il dit et se plaint de plus en plus de son mal de dents. Le professeur, quant à lui, est de plus en plus agressif verbalement. 
À un moment donné, le professeur demande à l'élève de traduire "couteau" dans toutes ces langues, sortant quant à lui un couteau d'un tiroir. L'élève plonge dans une sorte de transe, où elle décrit la douleur qui atteint chaque partie de son corps. Le professeur la tue d'un coup de couteau : elle tombe dans une position impudique. 
Le dénouement de l'intrigue survient quand Marie entre                           à nouveau dans la pièce et déclare que l'élève est la quarantième victime de la journée. Marie et le professeur déplacent le cadavre hors de la pièce. Juste après, une nouvelle étudiante sonne à la porte : Marie va l'accueillir, elle vient pour la leçon.

## Interprètes lors de la première représentation
- L'élève : Rosette Zuchelli
- Le professeur : Marcel Cuvelier
- La bonne Marie : Claude Mansard